# Garden Party
Garden Party – trzeci singel zespołu Marillion. Tekst wyśmiewa elity i ich snobizm. Utwór otrzymał podtytuł The Great Cucumber Massacre, czyli Wielka ogórkowa masakra. Na teledysku Fish razem z zespołem wcielają się w dowcipnych studentów, którzy postanawiają zepsuć "ogrodowe przyjęcie".

## Lista utworów
1. Garden Party
2. Charting The Single (live)
3. Margaret (live)